# 養老漁港

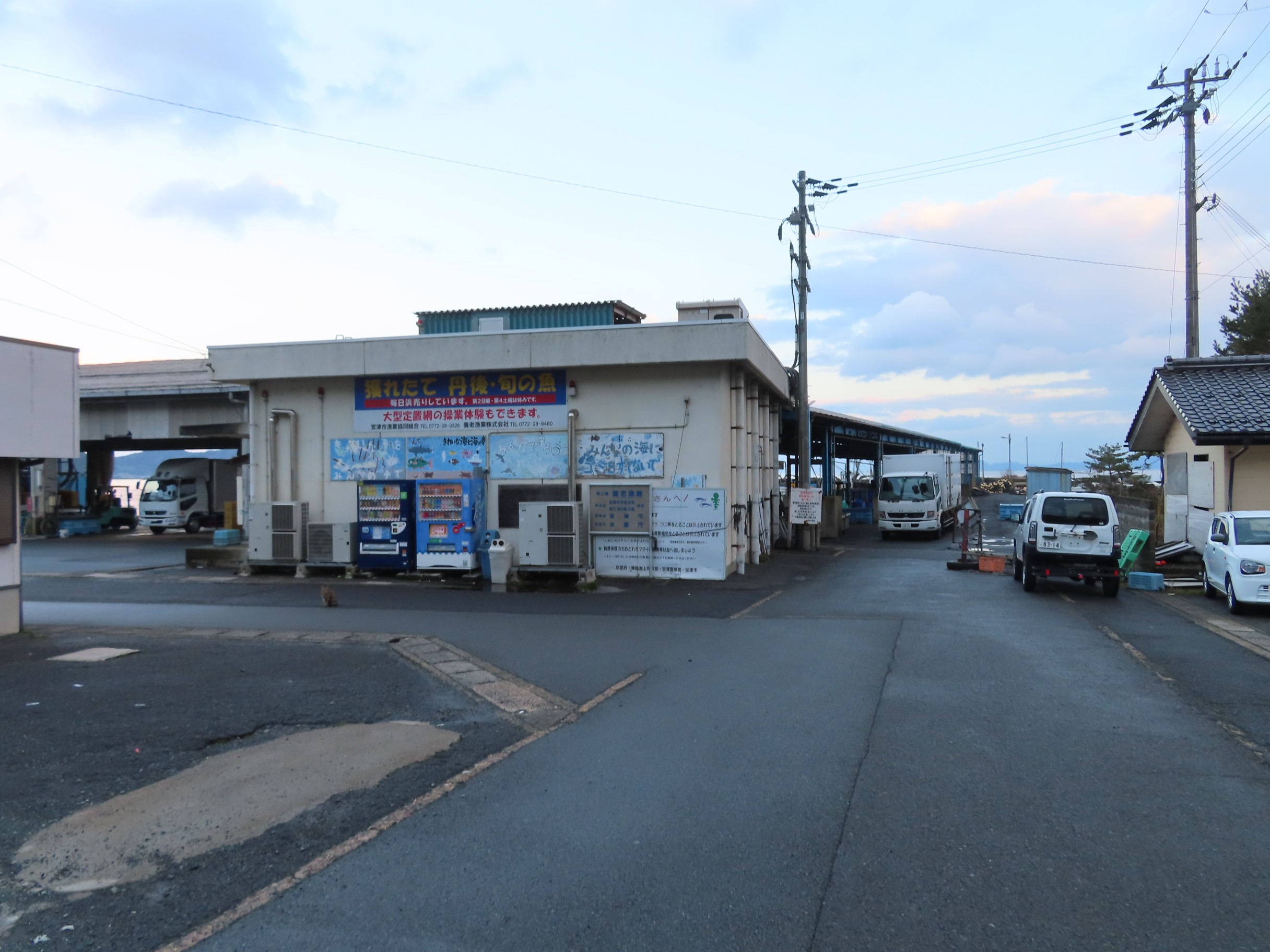
養老漁港（2023年1月）

養老漁港（ようろうぎょこう）は、京都府宮津市にある港。漁港漁場整備法（昭和25年5月2日法律第137号）第1章第5条に規定する第2種漁港である。

## 概要
- 所在地 - 京都府宮津市字大島、岩ヶ鼻、長江、里波見
- 管理者 - 宮津市
- 漁業協同組合 - 京都府漁業協同組合 宮津支所
- 組合員数 -
- 漁港番号 - 3020035

## 沿革
- 1981年（昭和56年）4月13日 - 第2種漁港に指定

## 主な魚種
- イワシ
- アジ
- シラウオ

## 主な漁業
- 大型定置網
- 小型定置網
- 釣り延縄
- アカモク養殖
- 採貝藻漁業